# Michael Donohoe (Badminton)
Michael Donohoe (* 20. August 1961 in Islington) ist ein australischer Badmintonspieler von der Norfolkinsel.

## Karriere
Michael Donohoe repräsentierte seinen Verband bei den Commonwealth Games 2014, wobei er in allen vier möglichen Disziplinen am Start war. Mit dem Team wurde er in der Vorrunde Gruppenletzter. Im Doppel belegte er Rang 17, im Mixed und im Einzel Rang 33.